# ななスパBIZ
『ななスパBIZ』は、テレビせとうち（TSC･TXN）で2021年（令和3年）10月8日から放送されている平日夕方の経済関連のローカル情報番組・ニュース番組である。
このページでは、2020年（令和2年）1月11日から同年3月28日まで放送されていた『なないろ☆スパイス』、2020年（令和2年）3月30日から2023年（令和5年）3月30日まで放送されていた『ななスパ///』についても述べる。 

## 概要
2020年1月11日に『なないろ☆スパイス』として放送開始。2020年3月30日より平日夕方ニュース枠に移動に伴い、番組タイトルを『ななスパ///』へ変更した（同局では新番組扱い）。
「地域の情報をスパッと。暮らしにスパイスを」というサブタイトルで展開されている。
2021年10月改編では金曜に『ななスパBIZ』の放送開始に伴い、『ななスパ///』の放送曜日を月曜から木曜までに変更し、放送時間も26分から16分に短縮した。
2023年4月改編では『ななスパBIZ』が平日の全曜日へ拡大することになったため、『ななスパ///』としての放送は3月30日が最後になった。

## なないろ☆スパイス

### 出演者
- 橋本昌子[3]（フリーアナウンサー）
- 唐川美音[3]（当時テレビせとうちアナウンサー）

### 放送時間
日本標準時。
- 土曜 11:00 - 11:40（2020年1月11日 - 3月28日）

## ななスパ///

### 出演者
MC
- 中島有香（テレビせとうちアナウンサー、2020年3月30日[4] - 2023年3月30日）

キャスター
- 浅井批文（テレビせとうちアナウンサー、2022年4月[5] - 2023年3月30日）
- 木村英樹（テレビせとうちキャスター、2021年3月29日[6] - 2023年3月30日）

解説委員
- 鈴木慎一（テレビせとうち解説委員長、- 2023年3月30日）

#### 過去の出演者
キャスター
- 近藤宏香（テレビせとうち記者、2020年3月30日[4] - ）
- 唐川美音（当時テレビせとうちアナウンサー、2020年3月30日[4] - 2022年3月[7]）

### 放送時間
いずれも日本標準時。
- 月 - 金曜 17:00 - 17:25（2020年3月30日 - 2021年3月26日）
- 月 - 金曜 16:59 - 17:25（2021年3月29日 - 10月1日）[8]
- 月 - 木曜 16:59 - 17:15（2021年10月4日 - 2023年3月30日）

### ブランディング
2020年3月30日のタイトル変更に伴い、タイトルロゴやオープニング映像、スタジオセットを一新。
オープニング映像は、岡山出身の若手映像クリエイター 板谷勇飛が制作を務めた。

## ななスパBIZ

### 出演者

#### 現在の出演者
MC
- 中島有香（テレビせとうちアナウンサー）

キャスター
- 浅井批文（テレビせとうちアナウンサー）
- 木村英樹（テレビせとうちキャスター）

解説委員
- 鈴木慎一（テレビせとうち解説委員長）

リポーター
- 藤原あずさ（元STU48、2021年10月[10] - ） - 隔週コーナー「藤原あずさと申します!」を担当[10]。
- 江西あきよし（岡山県住みます芸人、2021年10月15日[11] - ） - ロケコーナーを担当[11]。

#### 過去の出演者
キャスター
- 唐川美音（当時テレビせとうちアナウンサー、2021年10月 - 2022年3月[7]）

### 放送時間
いずれも日本標準時。
- 金曜 16:59 - 17:50（2021年10月8日 - 2023年3月31日）
- 月 - 水曜 16:59 - 17:15、木曜 16:59 - 17:25、金曜 16:59 - 17:50（2023年4月3日 - 11月30日）
- 月 - 水曜 17:00 - 17:15、木曜 17:00 - 17:25、金曜 17:00 - 17:50（2023年12月1日 - 2024年6月28日）
- 月 - 水曜 17:00 - 17:15、木・金曜 17:00 - 17:25（2024年7月1日 - ）